# عفنانية
العفنانية (الاسم العلمي: Mucoromycetes) هي طائفة من الفطريات تتبع الشعبة العفنينية من تحت مملكة الفطريات العفنية.

## التصنيف
- الطائفة العفنانية
  - رتبة العفنيات
    - الفصيلة العفنية
      - جنس العفنة
      - جنس الرازبة